# حورية عرفات
حورية عرفات (1972 -)، ممثلة بحرينية. هي شقيقة الممثلة زهرة عرفات، بدأت العمل الفني في عام 1998، وفي عام 2006 أعلنت أعتزالها التمثيل.

## أعمالها

### من المسلسلات
- الخطر معهم.
- داووديات - برنامج كوميدي.
- السرايات.
- عائلة خاصة جدا.
- طاش ما طاش (مسلسل)- طاش 9.
- من ملفات المحاكم.
- الحياة امرأة.
- القدر المحتوم.
- الناس للناس.
- بعد الشتات.
- ان فات الفوت.
- بقايا ليل.
- أسوار.
- طاش ما طاش الأصلي.

### من المسرحيات
- النوخذة الصغير.
- عالباب يا شباب.

## روابط خارجية
- حورية عرفات على موقع قاعدة بيانات الأفلام العربية